# 美國的逃亡奴隸
奴隸逃亡、追尋自由的現象與奴隸制本身同樣古老。在歷史上的美國奴隸制度中，逃亡奴隸（英語：fugitive slaves，或稱）是指未經奴隸主允許便擅自離開的奴隸。一般來説，他們的目的地會是立法禁止蓄奴的州或領地（包括加拿大及墨西哥）。1850年逃亡奴隸法案的通過加強了逃亡奴隸及其援助者的懲罰。大約有100,000名美國奴隸成功逃脫，佔整體奴隸人口的2.5％，據1860年美國人口普查，奴隸人口為3,953,752人。